# Aspergillus pulvinus
Aspergillus pulvinus är en svampart som beskrevs av Kwon-Chung & Fennell 1965. Aspergillus pulvinus ingår i släktet Aspergillus och familjen Trichocomaceae.   Inga underarter finns listade i Catalogue of Life.